# CBC News Network
CBC News Network is een 24-uurs nieuwszender in Canada, deze zender hoort bij de Canadese publieke omroep CBC. De start van deze nieuwszender was 31 juli 1989.
De zender wordt is op meer dan 10 miljoen televisies in Canada te zien en heeft vier verschillende studio's namelijk in Halifax, Toronto, Winnipeg en Calgary.
Tot 2009 droeg de zender de naam CBC Newsworld.

## Programma's
- The Passionate Eye
- CBC News: Politics
- CBC News: Morning
- CBC News: Today
- Canada Now (Ook wel: CBC News: Canada Now genoemd)
- The National